# Kopiec (Gorce)
Kopiec (ok. 820 m) – szczyt w Gorcach, znajdujący się w długim, wschodnim grzbiecie Gorca, który poprzez Lelonek, przełęcz Wierchmłynne i szczyty Zdzar, Koń, Goły Wierch, Kopiec, Zabite, Tworogi, Tylmanowska Góra i Wietrznice ciągnie się aż do Dunajca. Grzbietem tym biegnie dział wód między rzekami Ochotnica i Kamienica. Od szczytu Kopca w kierunku południowym, do doliny Ochotnicy opada grzbiet oddzielający dolinki dwóch niewielkich potoków (Pitkowski i bezimienny). Krótki północny grzbiet Kopca opływają dwa źródłowe cieki Potoku Górkowego znajdującego się w zlewni Kamienicy.
Kopiec jest porośnięty lasem. Niewielka i zarastająca polanka znajduje się na jego północnych stokach, bezleśne są też podnóża południowe w dolinie Ochotnicy. Pola uprawne tej miejscowości wciskają się też wysoko dolinka jednego z potoków opływających grzbiet Kopca.
Przez Kopiec biegnie granica między miejscowościami Kamienica w powiecie limanowskim i Ochotnica Dolna w powiecie nowotarskim. W 2015 r. gmina Ochotnica Dolna w ramach szerszego programy budowy wież widokowych i tras rowerowych wykonała i oznakowała nowe szlaki turystyki rowerowej i narciarskiej.

## Szlaki turystyczne
Tylmanowa (Rzeka) – Buciory – Tworogi – Kopiec – Goły Wierch – Koń – Zdzar – przełęcz Wierchmłynne – Lelonek – Tokarka – Bystrzaniec – Gorc Młynieński.
 Ochotnica Dolna (Brysiówki) – Buciory.